# Wangxian (sockenhuvudort i Kina, Jiangxi Sheng, lat 27,26, long 115,87)
Wangxian är en sockenhuvudort i Kina. Den ligger i provinsen Jiangxi, i den sydöstra delen av landet, omkring 160 kilometer söder om provinshuvudstaden Nanchang. Antalet invånare är 11 448. Befolkningen består av 5 619 kvinnor och 5 829 män. Barn under 15 år utgör 33 %, vuxna 15-64 år 56 %, och äldre över 65 år 10,0 %.
Runt Wangxian är det ganska tätbefolkat, med 139 invånare per kvadratkilometer. Närmaste större samhälle är Zhaoxie, 9,9 km söder om Wangxian. I omgivningarna runt Wangxian växer i huvudsak blandskog.
Genomsnittlig årsnederbörd är 2 221 millimeter. Den regnigaste månaden är juni, med i genomsnitt 358 mm nederbörd, och den torraste är oktober, med 20 mm nederbörd.